# Contenuto libero

Contenuto libero

Un'opera di contenuto libero (o opera libera), analogamente al concetto di software libero, è un'opera fruibile, riutilizzabile e distribuibile senza restrizioni di copyright, secondo la definizione di opera culturale libera.
Wikipedia è un esempio di enciclopedia a contenuto libero.

## Licenze per contenuto libero copyleft
Si parla di contenuto libero copyleft (o contenuto libero forte) se si vuole prevenire che nascano opere derivate con restrizioni aggiuntive che l'opera d'origine non aveva.
Alcuni esempi:
- Creative Commons - Attribuzione e Condividi allo stesso modo (CC BY-SA)
- GNU Free Documentation License (GFDL)
- Design Science License (DSL)

## Licenze per contenuto libero permissive
Si parla di contenuto libero non copyleft (o contenuto libero permissivo) se la licenza non prevede copyleft. Ciò permette una maggiore diffusione dell'opera, lasciando la possibilità che nascano opere derivate non più libere.
Alcuni esempi, dal più permissivo:
- Creative Commons Zero (CC0)
- Creative Commons - Attribuzione (CC BY)

La "CC0", più che una licenza, è più propriamente uno strumento di pubblicazione in pubblico dominio.

## Licenze per contenuto non-libere
È importante distinguere tutte le licenze che al contrario non sono considerabili a contenuto libero perché restringono in qualche modo la libertà di utilizzo di un'opera, come proibirne l'uso per «scopi commerciali», limitarlo per ambiti amatoriali o di ricerca, restringerlo ad un certo numero di utilizzatori, proibirne modifica o distribuzione, ecc., sono tutte limitazioni che rendono di fatto l'opera in questione a contenuto non-libero.
Alcuni esempi:
- Creative Commons - Attribuzione - Non commerciale (By NC)
- Creative Commons - Attribuzione - Non opere derivate (By ND)

### Restrizioni aggiuntive
Con restrizioni aggiuntive si intendono alcuni limiti sull'uso, sulla modifica o sulla diffusione di un'opera, che la rendono non-libera. Alcune di queste restrizioni sono utilizzate per scoraggiare forme di concorrenza o per restringere il campo d'uso dell'opera, come la dicitura «per uso non commerciale» (dato che, al contrario, un'opera libera è distribuibile anche attraverso una retribuzione).
Un'altra dicitura molto diffusa è «non opere derivate» utilizzata per rendere l'opera fruibile ma non modificabile. È diffusa su testimonianze o pensieri personali per mantenerli intatti nella loro interezza, piuttosto che per opere culturali vere e proprie.

## Prospettive future
A livello di Unione Europea è in un avanzato stato di progetto la creazione di una Biblioteca digitale da realizzare secondo i principi del contenuto libero. Una prima realizzazione concreta, è Europeana che per ora fornisce online 12 000 testi, ma che si ripromette di raggiungere i 100.000 testi l'anno. Il libero utilizzo è però limitato all'uso personale.

## L'audizione alla Commissione Cultura della Camera italiana
Nel 2007 il tema del software e del contenuto libero è stato portato autorevolmente presso il Parlamento italiano. La commissione cultura della Camera dei deputati ha ascoltato, nella forma di una audizione, il prof. Arturo Di Corinto, unitamente a Richard Stallman e a Bruce Perens. Anche il convegno Condividi la conoscenza ha tentato di allargare la base di adesione del mondo accademico sul software libero e sul contenuto libero con l'obiettivo di far ascoltare la propria voce anche dal mondo politico.